# Незперс (Айдахо)
Незперс (англ. Nezperce) — окружний центр округу Льюїс, штат Айдахо, США. Згідно з переписом 2010 року населення становило 466 осіб, що на 57 осіб менше, ніж 2000 року.

## Географія
Незперс розташований за координатами 46°14′0″ пн. ш. 116°14′23″ зх. д. / 46.23333° пн. ш. 116.23972° зх. д. (46.233464, -116.239733).  За даними Бюро перепису населення США в 2010 році місто мало площу 1,04 км², з яких 1,04 км² — суходіл та 0,00 км² — водойми. В 2017 році площа становила 1,11 км², з яких 1,11 км² — суходіл та 0,00 км² — водойми.

### Клімат
| Клімат : Незперс        | Клімат : Незперс | Клімат : Незперс | Клімат : Незперс | Клімат : Незперс | Клімат : Незперс | Клімат : Незперс | Клімат : Незперс | Клімат : Незперс | Клімат : Незперс | Клімат : Незперс | Клімат : Незперс | Клімат : Незперс | Клімат : Незперс |
| Показник                | Січ.             | Лют.             | Бер.             | Квіт.            | Трав.            | Черв.            | Лип.             | Серп.            | Вер.             | Жовт.            | Лист.            | Груд.            | Рік              |
| Абсолютний максимум, °C | 16,1             | 19,4             | 24,4             | 30,6             | 32,2             | 34,4             | 39,4             | 41,1             | 36,1             | 30,0             | 21,7             | 15,0             | 41,1             |
| Середній максимум, °C   | 1,7              | 4,9              | 8,3              | 12,7             | 17,3             | 21,3             | 27,0             | 27,1             | 21,9             | 14,3             | 6,1              | 1,8              | 13,7             |
| Середній мінімум, °C    | −5,8             | −4,1             | −2,2             | 0,6              | 3,9              | 7,1              | 9,3              | 9,1              | 5,5              | 1,4              | −2,4             | −5,3             | 1,4              |
| Абсолютний мінімум, °C  | −28,9            | −28,3            | −23,3            | −8,3             | −6,1             | −1,7             | −0,6             | −3,9             | −7,8             | −17,8            | −25              | −36,1            | −36,1            |
| Норма опадів, мм        | 45               | 33               | 45               | 56               | 73               | 58               | 25               | 29               | 32               | 42               | 47               | 41               | 527              |
| Днів з опадами          | 12               | 10               | 13               | 12               | 12               | 10               | 5                | 6                | 6                | 9                | 12               | 12               | 119,0            |
| ----------------------- | ---------------- | ---------------- | ---------------- | ---------------- | ---------------- | ---------------- | ---------------- | ---------------- | ---------------- | ---------------- | ---------------- | ---------------- | ---------------- |
| Джерело: WRCC           |                  |                  |                  |                  |                  |                  |                  |                  |                  |                  |                  |                  |                  |

## Демографія

### Перепис 2010 року
За даними перепису 2010 року, у місті проживало 466 осіб у 191 домогосподарствах у складі 130 родин. Густота населення становила 449,8 ос./км². Було 213 помешкань, середня густота яких становила 205,6/км². Расовий склад міста: 95,1% білих, 4,1% індіанців, 0,2% азіатів, а також 0,6% людей, які зараховують себе до двох або більше рас. Іспанці та латиноамериканці незалежно від раси становили 0,6% населення.
Із 191 домогосподарства 26,2% мали дітей віком до 18 років, які жили з батьками; 59,2% були подружжями, які жили разом; 6,3% мали господиню без чоловіка; 2,6% мали господаря без дружини і 31,9% не були родинами. 28,3% домогосподарств складалися з однієї особи, у тому числі 16,7% віком 65 і більше років. У середньому на домогосподарство припадало 2,36 мешканця, а середній розмір родини становив 2,84 особи.
Середній вік жителів міста становив 48,2 року. Із них 21,2% були віком до 18 років; 7,5% — від 18 до 24; 16,5% від 25 до 44; 31,8% від 45 до 64 і 23% — 65 років або старші. Статевий склад населення: 50,4% — чоловіки і 49,6% — жінки.
Середній дохід на одне домашнє господарство  становив 58 639 доларів США (медіана — 45 714), а середній дохід на одну сім'ю — 67 570 доларів (медіана — 51 964). За межею бідності перебувало 14,1 % осіб, у тому числі 22,9 % дітей у віці до 18 років та 4,2 % осіб у віці 65 років та старших.
Цивільне працевлаштоване населення становило 189 осіб. Основні галузі зайнятості: освіта, охорона здоров'я та соціальна допомога — 21,7 %, сільське господарство, лісництво, риболовля — 17,5 %, роздрібна торгівля — 10,1 %, публічна адміністрація — 10,1 %.

### Перепис 2000 року
За даними перепису 2000 року, у місті проживало 523 осіб у 197 домогосподарствах у складі 150 родин. Густота населення становила 492,5 ос./км². Було 225 помешкань, середня густота яких становила 211,9/км². Расовий склад міста: 91,20% білих, 1,34% афроамериканців, 1,91% індіанців, 1,34% азіатів, 0,76% інших рас і 3,44% людей, які зараховують себе до двох або більше рас. Іспанці та латиноамериканці незалежно від раси становили 0,76% населення.
Із 197 домогосподарств 33,5% мали дітей віком до 18 років, які жили з батьками; 67,5% були подружжями, які жили разом і 23,4% не були родинами. 22,3% домогосподарств складалися з однієї особи, у тому числі 12,7% віком 65 і більше років. У середньому на домогосподарство припадало 2,61 мешканця, а середній розмір родини становив 3,05.
Віковий склад населення: 29,8% віком до 18 років, 4,2% від 18 до 24, 20,8% від 25 до 44, 24,7% від 45 до 64 і 20,5% від 65 років і старші. Середній вік жителів — 42 року. Статевий склад населення: 51,8 % — чоловіки і 48,2 % — жінки.
Середній дохід домогосподарств у місті становив $36 094, родин — $40 000. Середній дохід чоловіків становив $30 625 проти $21 094 у жінок. Дохід на душу населення в місті був $15 450. Приблизно 5,7% родин і 7,4% населення перебували за межею бідності, включаючи 11,1% віком до 18 років і 3,3% від 65 і старших.